# 芬陀利花
芬陀利花，即白蓮花，是梵文 puṇḍarīka 的音譯，《妙法蓮華經》中蓮華的原文就是 puṇḍarīka。蓮花出污泥而不染，代表了高雅和純潔，所以在佛教經典中常被引用，也用來形容念佛之人的甚難稀有及尊貴，如《觀經》〈流通分〉言：「若念佛者，當知此人，則是人中芬陀利華。」。芬陀利花常和优钵罗花（青蓮花）、钵昙摩花（紅蓮花）、拘牟头花（黃蓮花）並舉。